# Ічкінська сільська рада
І́чкінська сільська рада (рос. Ичкинский сельский совет) — сільське поселення у складі Шадрінського району Курганської області Росії.
Адміністративний центр та єдиний населений пункт — село Ічкіно.
Населення сільського поселення становить 550 осіб (2017; 597 у 2010, 625 у 2002).